# Monument national de Homestead
Le monument national de Homestead (en anglais : Homestead National Monument of America) est un site protégé situé dans l'État américain du Nebraska.